# Австралийский древесный варан
Австралийский древесный варан, или центральноавстралийский вара́н (лат. Varanus gilleni) — вид ящериц из семейства варанов. Видовое латинское название дано в честь французского учёного Фрэнсиса Джеймса Гиллена (1855—1912).
Общая длина достигает 35 см, из них длина хвоста — 20 см. Вес древесного варана 60—80 г. Окраска спины коричневого цвета, брюхо и бока серого цвета. Рисунок тела включает красно-коричневые полосы и пятна и почти незаметны короткие линии. На хвосте у древесного варана имеются тёмно-коричневые полосы. Ноздри у него круглой или овальной формы, расположены между концом морды и глазами. Голова совсем плоская, широкая и короткая. Задние лапы меньше передних, когти сильно изогнутые. Хвост сжат с боков у основания, чаще округлый. Чешуя на хвосте состоит из поперечных колец.
Обитает преимущественно на деревьях. Активен утром, во время жары скрывается под кроной деревьев. Гнездо располагает в дуплах. Хорошо лазает по деревьям, используя для хватания за ветки свой хвост. Питается насекомыми, мелкими млекопитающими, ящерицами и яйцами. Врагами древесных варанов являются более крупные хищники — некоторые другие вараны, змеи и хищные птицы.
Спаривание происходит с июня по ноябрь. Самка откладывает до 4 яиц. Молодые вараны появляются через 84—131 день. Продолжительность жизни составляет до 4,5 лет.
Эндемик Австралии, живёт в штатах: Южная Австралия, Северная территория, Западная Австралия.